# Феодосій Вавуцик
Феодосій Вавуцик (грец. Θεοδόσιος Βαβούτζικος; †бл.842) — візантійський аристократ, чиновник і дипломат у період правління Аморійської династії.
Про Феодосія мало що відомо, крім того, що він був патрикієм і послом. Продовжувач Феофана у своєму Життєписі візантійських царів повідомляє про те, що його патронімом був Вавуцик, що дає право дослідникам говорити про родинні зв'язки Феодосія з Костянтином Вавуциком, а також із імператорським домом. Візантійські хроніки згадують його у ролі посла від імператора Феофіла до правителя франків. Це посольство було відправлене до Західної Європи візантійським двором після взяття Аморію у сподіванні на допомогу проти сарацин. У зв'язку з тим, що на кінець правління Феофіла припадає два посольства до західних імператорів — у 838-839 і 842, серед істориків не було однієї думки про яке з них повідомляє Продовжувач Феофана. Виходячи з того, що останнє посольство закінчилось зі смертю як патрикія Феодосія, так і імператора Феофіла, припускається, що Феодосій Вавуцик брав участь спочатку у посольстві до Людовика Благочестивого в Інґельхайм, а по повернені знову був відправлений на Захід до Лотара I у Трір.
Результатом першого посольства до Людовика Благочестивого у 839, про яке повідомляє Пруденцій Труаський у своєму продовжені Бертинських анналів, стало закріплення дружніх зв'язків між двома імператорами. Схоже саме на шляху назад Феодосій прибув також із посольством до Венеції, про яке повідомляє Йоан Диякон у своїй хроніці під 840. Під час цього посольства дожеві П'єтро Традоніко був наданий ранг спафарія. Причиною посольства до Венеції було намагання схилити венеційців до боротьби з сарацинськими піратами, на що дож згодився, відрядивши проти них невдалу експедицію. Після річного перебування у Венеції Федосій повернувся до Константинополя, але майже відразу був відправлений імператором знову до Західної імперії задля поновлення домовленостей з новим її правителем Лотарем, який замінив свого батька Людовика, що помер у 840. Посольство прибуло до Тріру, в якому перебував Лотар, у 842. Історик Воррен Трідґолд припускає, що Феофіл запропонував через свого посла видати свою дочку Феклу за Лотарового сина Людовика II і ця пропозиція була прийнята разом з обіцянкою підтримати Візантію військовою допомогою. Та посольство не мало ніяких наслідків, через смерть візантійського імператора і його посла того ж року.